# Cybaeus hummeli
Espèce
Cybaeus hummeli est une espèce d'araignées aranéomorphes de la famille des Cybaeidae.

## Distribution
Cette espèce est endémique de Californie aux États-Unis,. Elle se rencontre dans les comtés de San Mateo, de San Francisco et de San Joaquin.

## Description
La carapace du mâle holotype mesure 2,20 mm de long sur 1,65 mm.

## Étymologie
Cette espèce est nommée en l'honneur de l'harmoniciste Mark Hummel.

## Publication originale
- Bennett, Copley & Copley, 2021 : « Cybaeus (Araneae: Cybaeidae): the consocius species group of the Californian clade. » Zootaxa, no 4965(3), p. 401-436.